# عراب (اسم)
عراب هو اسم علم مذكر من أصل عربي، ومعناه هو الفصيح العربي، مهذب اللغة من الرطانة.

## شخصيات تحمل الاسم
- عراب بوزغارن (مغني جزائري، 27 مايو 1917 – 1 أبريل 1988)

## وصلات خارجية
- موسوعة السلطان قابوس لأسماء العرب نسخة محفوظة 5 أبريل 2019 على موقع واي باك مشين.